# Гринів Євген Андрійович
Євге́н Андрі́йович Гри́нів (22 січня 1936, Івано-Франківськ) — український державний та політичний діяч, народний депутат України 1-го скликання, науковець, кандидат філософських наук, заступник голови Всеукраїнської культурологічної організації «Меморіал» ім. В. Стуса, головний редактор  правозахисної газети «Український меморіал», член Національної спілки журналістів України, заслужений журналіст України.
Указом Президента України № 336/2016 від 19 серпня 2016 року нагороджений ювілейною медаллю «25 років незалежності України».

## Життєпис
З 1960 року — студент трирічної школи журналістики м. Москва.
З 1963 року — студент Львівського державного університету імені Франка (вечірнє відділення).
З 1965 року — лаборант державного союзного підприємства п/с2, м. Львів.
З 1968 року — власний кореспондент багатотиражної газети, штатний лектор в/ч 11193 "Ж", м. Львів.
З 1970 року — науковий співробітник, старший науковий співробітник, завідувач відділу Інституту суспільних наук АН УРСР.
З 1990 року — голова Комітету народного контролю Львівської обласної Ради.
З 1993 року — начальник Львівського обласного управління захисту прав споживача.

## Політична діяльність
Член КПРС 1972—1990; член НРУ, член ініціативного комітету Товариства української мови ім. Т. Г. Шевченка, голова правління «Меморіал»у, член ДемПУ; депутат обласної Ради; головний редактор інформ-бюлетеня «Поклик сумління».
Народний депутат України 1-го скликання.

## Науковий доробок
- Боротьба південно-західної Русі і України проти експансії Ватікану та унії: 10 — п.17 ст. — К.: Наукова думка, 1988 р. — 288 с.
- Секуляризація духовного життя на Україні в епоху гуманізму і Реформації [Текст] : зб. наук. праць / Акад. наук УРСР, Ін-т суспіл. наук ; [відповід.ред. : Є. А. Гринів]. — К. : Наукова думка, 1991. — 277 с.[5]